# In My Arms
In My Arms är en electropoplåt av australiska sångerskan Kylie Minogue för hennes tionde studioalbum X. Den var skriven av Minogue, Calvin Harris, Richard Stannard, Paul Harris och Julian Peake, och producerad av Harris och Stannard var låten släpptes som albumets andra singel i Europa i februari 2008 och tredje singeln i Storbritannien och Australien den 5 maj 2008.

## Musikvideo
Videon filmades i Los Angeles, Kalifornien, tillsammans med videon till Wow. Det finns fem sekvenser, de första funktionerna Minogue klädd i en röd och vit dräkt med futuristiska solglasögon. Den andra sekvens har Minogue sjunger i en mikrofon, inspelning på en blå rummet. Den tredje scenen är med en avgjutning av dansare, den fjärde scenen Minogue i en gul klänning dansar i en rosa ruta. Den sista scenen, Minogue dansa framför en gigantisk fläkt bär en Dolce & Gabbana klänning.

## Format och låtlista

### Europeisk CD
1. "In My Arms" – 3:32
2. "Cherry Bomb" – 4:16

### Europeisk CD maxi
1. "In My Arms" – 3:32
2. "Do It Again" – 3:23
3. "Carried Away" – 3:15

### Brittisk CD 1
1. "In My Arms" – 3:32
2. "Can't Get You Out of My Head" (Greg Kurstin Mix) – 4:04

### Brittisk CD 2
1. "In My Arms" – 3:32
2. "In My Arms" (Death Metal Disco Scene Mix) – 5:43
3. "In My Arms" (Sebastien Leger Mix) – 7:05
4. "In My Arms" (Video)

### Australisk CD
1. "In My Arms" – 3:32
2. "In My Arms" (Death Metal Disco Scene Mix) – 5:43
3. "In My Arms" (Sebastien Leger Mix) – 7:05
4. "Can't Get You Out of My Head" (Greg Kurstin Mix) – 4:05